# Elezioni governatoriali nell'oblast' di Belgorod del 2021
Le elezioni governatoriali nell'oblast' di Belgorod del 2021 si sono tenute il 19 settembre.

## Risultati
| Candidati                      | Liste                                                 | Voti    | %     |
| ------------------------------ | ----------------------------------------------------- | ------- | ----- |
| Vjačeslav Vladimirovič Gladkov | Russia Unita                                          | 566.353 | 78,79 |
| Kirill Skačko                  | Partito Comunista della Federazione Russa             | 71.430  | 9,94  |
| Yury Osetrov                   | Russia Giusta                                         | 27.101  | 3,77  |
| Yevgeny Dremov                 | Partito Liberal-Democratico di Russia                 | 20.899  | 2,91  |
| Vladimir Abelmazov             | Partito Russo dei Pensionati per la Giustizia Sociale | 20.828  | 2,90  |
| Totale                         | Totale                                                | 706.611 |       |
| Voti non validi                | Voti non validi                                       | 12.232  | 1,70  |
| Totale                         | Totale                                                | 718.843 | 100   |